# 구영희 (언론인)
구영희는 대한민국의 KBS 기자이다.

## 경력
- 1997년 6월 : KBS 공채 기자 입사
- KBS 사회부 기자
- KBS 문화부 기자
- KBS 국제부 기자
- KBS 경제부 기자
- KBS 문화부장
- KBS 산업과학부장
- KBS 경제부장
- KBS 마케팅국장